# Grandvillers
Grandvillers ([gʁɑ̃viˈle] , 1801 noch mit der Schreibweise Grandviller) ist eine französische Gemeinde mit 724 Einwohnern (Stand: 1. Januar 2022) im Département Vosges in der Region Grand Est (bis 2015 Lothringen). Sie gehört zum Arrondissement Saint-Dié-des-Vosges (bis 2024 Épinal) und ist Mitglied im Gemeindeverband Communauté de communes Bruyères-Vallons des Vosges. Die Bewohner werden Grandvillois und Grandvilloises genannt.

## Geografie
Die Gemeinde Grandvillers liegt am westlichen Rand der Vogesen, etwa auf halbem Weg zwischen den Städten Épinal und Saint-Dié-des-Vosges.
Im Gemeindegebiet entspringt die Arentèle, ein Nebenfluss der Mortagne. Die nach Norden abfließenden Bäche im Bereich um Grandvillers kommen aus einem nach Südwesten bis an die Mosel bei Épinal ausgreifenden Vogesen-Ausläufer, der Höhen bis 550 Meter über dem Meer erreicht.
Fast zwei Drittel des 17,46 km² großen Gemeindeareals sind bewaldet, wobei der größte Anteil auf den Forêt de Faitre im Süden fällt.
Nachbargemeinden von Grandvillers sind Pierrepont-sur-l’Arentèle im Norden, Fremifontaine im Nordosten, Brouvelieures im Osten, Bruyères im Südosten, Fays im Süden (Berührungspunkt), Viménil im Südwesten sowie Gugnécourt im Westen.

## Geschichte
Die heutige Gemeinde entstand aus den Weilern L’Étang l’Abbé, Le Grand Mont und Le Petit Mont, die durch die Straße von Épinal nach Saint-Dié miteinander verbunden waren.
Grandvillers kann auf eine lange Industriegeschichte zurückblicken. Bereits 1821 begann hier an einer Mühle die Papierherstellung. Auch eine Fabrik, die Pappverpackungen herstellte, siedelte sich in der Nähe an, die bis 1987 existierte. 1865 kam eine Ziegelei hinzu, die bis 1974 produzierte, als ein Brand den gesamten Betrieb vernichtete.

### Bevölkerungsentwicklung
| Jahr      | 1962 | 1968 | 1975 | 1982 | 1990 | 1999 | 2006 | 2013 | 2021 |
| Einwohner | 645  | 681  | 631  | 619  | 666  | 712  | 700  | 747  | 731  |

Im Jahr 1876 wurde mit 1151 Bewohnern die bisher höchste Einwohnerzahl ermittelt. Die Zahlen basieren auf den Daten von cassini.ehess und INSEE.

## Sehenswürdigkeiten
Die Kirche Mariä Geburt (Église de la Nativité-de-Notre-Dame) wurde 1878 in neogotischem Stil anstelle einer älteren, baufälligen Kirche errichtet. Nur der Turm der alten Kirche blieb vorerst erhalten, er wurde 1924 erneuert.

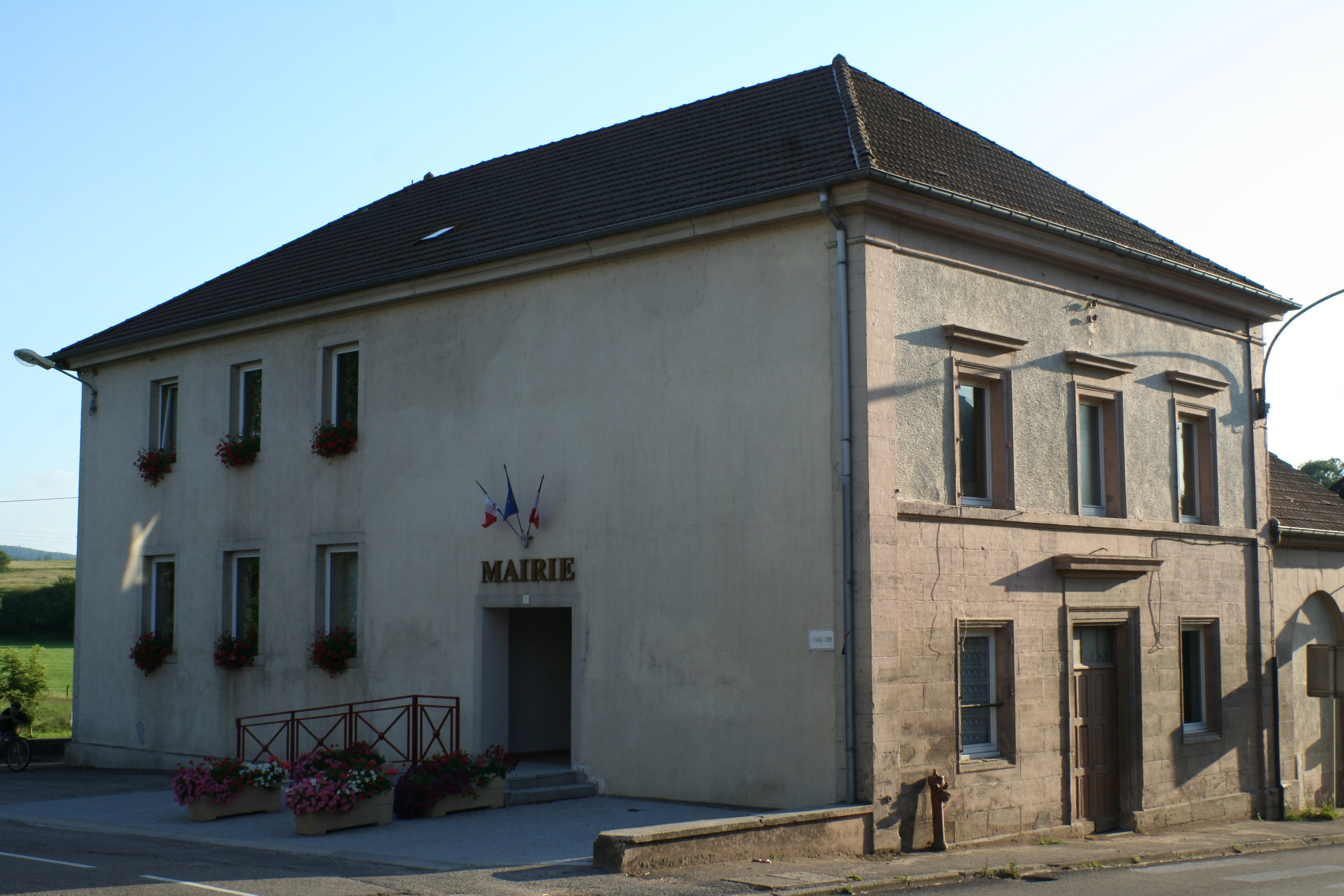
Mairie Grandvillers
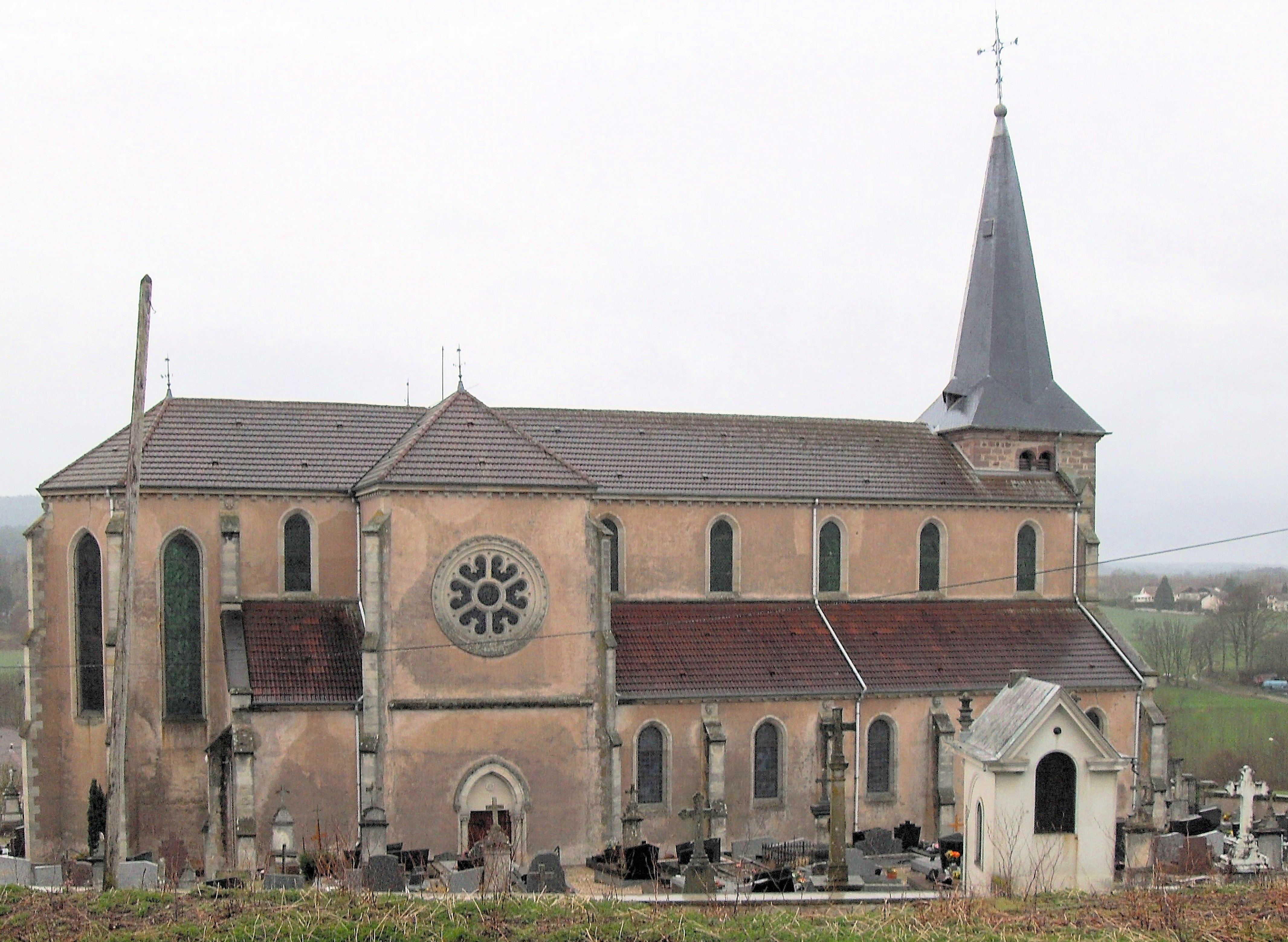
Kirche Mariä Geburt

## Wirtschaft und Infrastruktur
In der Gemeinde sind zwölf Landwirtschaftsbetriebe ansässig (Gewürzpflanzeneanbau, Pferde- und Rinderzucht, Schweinehaltung).
Durch die Gemeinde Grandvillers führt die Fernstraße D 420 von Épinal nach Saint-Dié-des-Vosges. Der sechs Kilometer von Grandvillers entfernte Bahnhof in Bruyères liegt an der Bahnstrecke Arches–Saint-Dié.

## Belege
1. ↑  Ortsname auf cassini.ehess.fr
2. ↑   / Histoire d’une tuilerie (Seite nicht mehr abrufbar, festgestellt im April 2018. Suche in Webarchiven)  Info: Der Link wurde automatisch als defekt markiert. Bitte prüfe den Link gemäß Anleitung und entferne dann diesen Hinweis. (französisch)
3. ↑  Grandvillers auf cassini.ehess
4. ↑  Grandvillers auf INSEE
5. ↑  La nouvelle Église auf grandvillers.free.fr (Memento vom 24. Oktober 2011 im Internet Archive) (französisch)
6. ↑  Landwirtschaftsbetriebe auf annuaire-mairie.fr (französisch)